# Ołeksandr Ławrinenko
Ołeksandr Wołodymyrowycz Ławrinenko (ukr. Олександр Володимирович Лавріненко; ros. Александр Владимирович Лавриненко, Aleksandr Władimirowicz Ławrinienko; 6 czerwca 1961) – ukraiński strzelec, reprezentant ZSRR i Ukrainy. Olimpijczyk, mistrz świata i mistrz Europy.

## Kariera
Ławrinenko specjalizował się w trapie. Dwukrotny uczestnik igrzysk olimpijskich (IO 1988, IO 1992). W barwach ZSRR osiągnął 25. wynik w Seulu, natomiast jako członek wspólnej reprezentacji uplasował się na 16. pozycji.
Zawodnik ma w dorobku 8 medali mistrzostw świata, w tym 1 złoty, 3 srebrne i 4 brązowe. Wśród tych trofeów 6 zostało zdobytych z drużyną, a 2 indywidualnie. Jedyny tytuł mistrzowski wywalczył na zawodach w 1981 roku, gdy został drużynowym mistrzem świata. Indywidualnie zdobył 2 brązowe medale (1985, 1987). Ławrinenko osiągnął przynajmniej 10 medali mistrzostw Europy, w tym 3 złote, 4 srebrne i 3 brązowe. Zdobył po 5 medali indywidualnie i drużynowo, jednak nigdy nie został indywidualnym mistrzem kontynentu. 
Stał 5 razy na podium Pucharu Świata – m.in. wygrał w 1988 roku w Osijeku. Ponadto był 2. w Moskwie w 1986 roku i 3 razy na najniższym stopniu podium (Montecatini 1986, Suhl 1989, Kair 1991). W 1988 roku zajął 2. lokatę w zawodach finałowych Pucharu Świata w Monachium. W 1977 i 1982 roku mistrz ZSRR. Mistrz Sportu Klasy Międzynarodowej.

## Wyniki

### Igrzyska olimpijskie
| Igrzyska       | Konkurencja | Wynik                        | Miejsce | Źródło |
| -------------- | ----------- | ---------------------------- | ------- | ------ |
| Seul 1988      | Trap        | 142 pkt.                     | 25      | [ 1 ]  |
| Barcelona 1992 | Trap        | 144 pkt. (23–23–25–24–25–24) | 16      | [ 2 ]  |

### Medale na mistrzostwach świata
Opracowano na podstawie materiałów źródłowych:
| Mistrzostwa      | Konkurencja     | Wynik            | Miejsce |
| ---------------- | --------------- | ---------------- | ------- |
| Mala 1981        | Trap, drużynowo | 572 pkt. (druż.) |         |
| Caracas 1982     | Trap, drużynowo | 581 pkt. (druż.) |         |
| Edmonton 1983    | Trap, drużynowo | 399 pkt. (druż.) |         |
| Montecatini 1985 | Trap            | 194 pkt.         |         |
| Montecatini 1985 | Trap, drużynowo | 428 pkt. (druż.) |         |
| Suhl 1986        | Trap, drużynowo | 439 pkt. (druż.) |         |
| Valencia 1987    | Trap            | 215 pkt.         |         |
| Valencia 1987    | Trap, drużynowo | 423 pkt. (druż.) |         |

### Medale na mistrzostwach Europy
Opracowano na podstawie materiałów źródłowych:
| Mistrzostwa      | Konkurencja     | Wynik             | Miejsce |
| ---------------- | --------------- | ----------------- | ------- |
| Montecatini 1979 | Trap (juniorzy) | 143 pkt.          |         |
| Moskwa 1981      | Trap            | 196 pkt.          |         |
| Moskwa 1981      | Trap, drużynowo | ?                 |         |
| Montecatini 1982 | Trap            | 195 pkt.          |         |
| Montecatini 1982 | Trap, drużynowo | ?                 |         |
| Montecatini 1986 | Trap            | 217 pkt. (196+21) |         |
| Montecatini 1986 | Trap, drużynowo | ?                 |         |
| Stambuł 1988     | Trap            | 221 pkt. (196+25) |         |
| Stambuł 1988     | Trap, drużynowo | ?                 |         |
| Zagrzeb 1989     | Trap            | 220 pkt. (197+23) |         |
| Zagrzeb 1989     | Trap, drużynowo | ?                 |         |